# Эсперос
Эсперо́с (фр. Espérausses, окс. Esperauças) — коммуна во Франции, находится в регионе Юг — Пиренеи. Департамент — Тарн. Входит в состав кантона От-Тер-д’Ок. Округ коммуны — Кастр.
Код INSEE коммуны — 81086.

## География

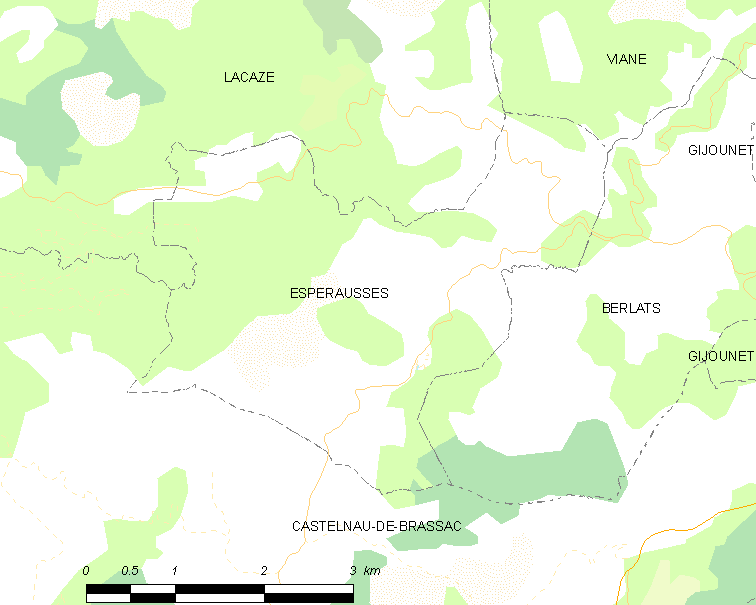
Карта коммуны

Коммуна расположена приблизительно в 580 км к югу от Парижа, в 90 км восточнее Тулузы, в 45 км к юго-востоку от Альби.

## Климат
Климат умеренно-океанический. Зима мягкая и дождливая, лето жаркое с частыми грозами. Ветры довольно редки.

## Население
Население коммуны на 2010 год составляло 157 человек.
| 1962 | 1968 | 1975 | 1982 | 1990 | 1999 | 2010 |
| ---- | ---- | ---- | ---- | ---- | ---- | ---- |
| 303  | 254  | 203  | 184  | 154  | 133  | 157  |

## Администрация
| Период | Период | Фамилия         | Партия | Примечания |
| ------ | ------ | --------------- | ------ | ---------- |
| 2001   | 2008   | Иван Россиньоль |        |            |
| 2008   | 2020   | Жан-Жак Барт    |        |            |

## Экономика
В 2007 году среди 98 человек в трудоспособном возрасте (15—64 лет) 48 были экономически активными, 50 — неактивными (показатель активности — 49,0 %, в 1999 году было 54,3 %). Из 48 активных работали 44 человека (27 мужчин и 17 женщин), безработных было 4 (2 мужчин и 2 женщины). Среди 50 неактивных 6 человек были учениками или студентами, 10 — пенсионерами, 34 были неактивными по другим причинам.